# Gerasmühle

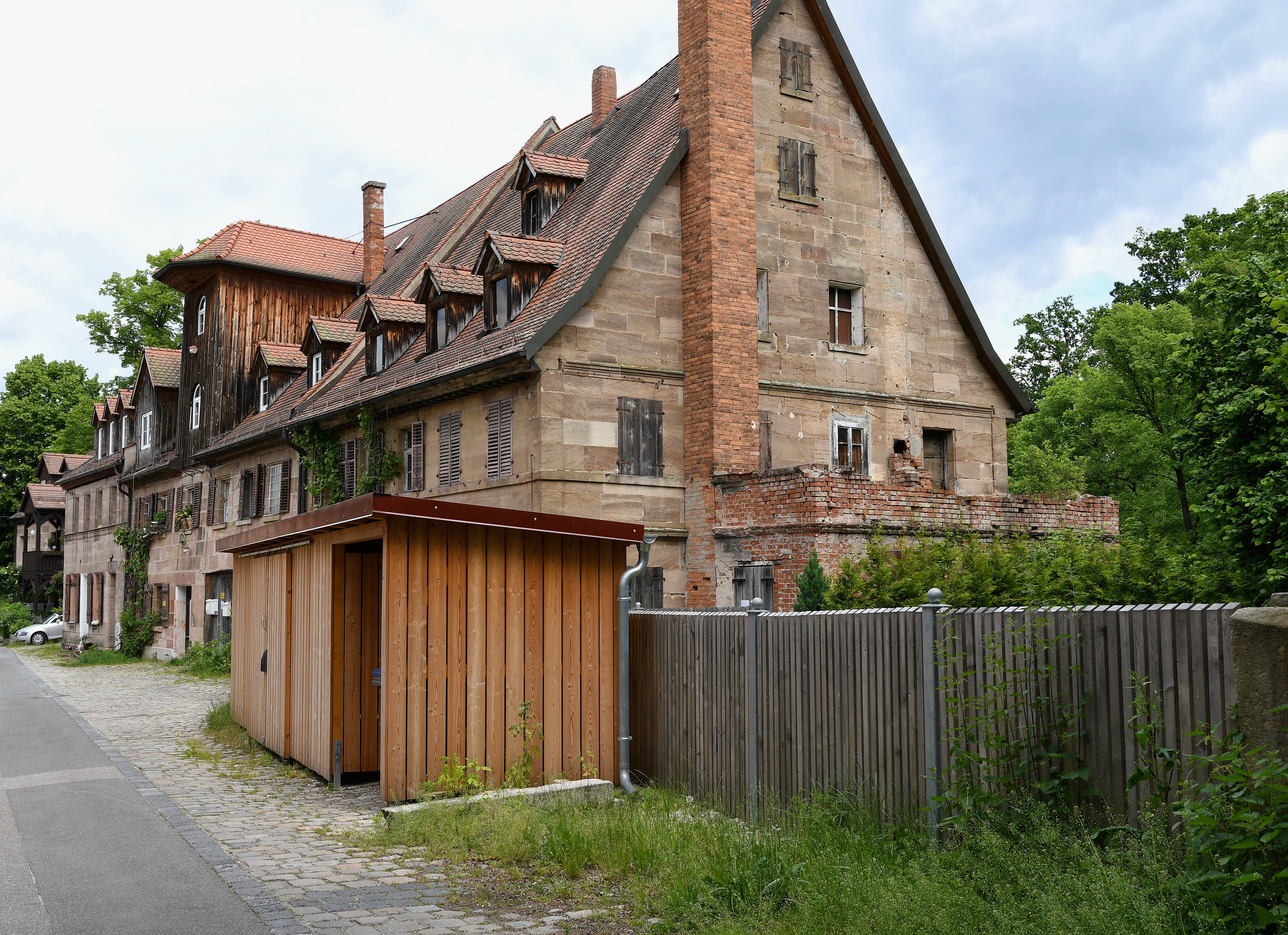
Historischer Gebäudekomplex in Gerasmühle

Gerasmühle (nürnbergisch: Gerasmühl) ist ein Stadtteil im Südwesten von Nürnberg und als Distrikt 550 Teil des Statistischen Bezirks 55 (Krottenbach, Mühlhof). Es hat zusammen mit Lohhof ca. 400 Einwohner. 

## Lage
Gerasmühle bildet mit Lohhof im Süden eine geschlossene Siedlung. Diese liegt westlich der Rednitz. Eine Gemeindeverbindungsstraße führt  nach Deutenbach (1,2 km nordwestlich) bzw. nach Mühlhof (1,8 km südlich). Im Ort stehen zwei Sommerlinden, die als Naturdenkmal ausgezeichnet sind.

## Geschichte
Gerasmühle geht auf eine Schenkung des Ritters Bruno v. Immeldorf aus dem Geschlecht der Herren von Laufamholz im Jahre 1273 zurück. Dem Kloster Engelthal wurde damals neben Besitz in Deutenbach eine Mühle in „Genherstorf“ vermacht. 1402 wurde der Ort erstmals explizit als „Gehersmuͤl“ erwähnt. Über die Siedlung Genherstorf gibt es keine weiteren Informationen. Das Bestimmungswort des Ortsnamens ist der Personenname Gēnher.
Gegen Ende des 18. Jahrhunderts bestand Gerasmühle aus drei Anwesen (1 Mahl- und Sägmühle, 1 Zainhammer, 1 Schleifmühle). Das Hochgericht übte das brandenburg-ansbachische Oberamt Schwabach aus, was von der Reichsstadt Nürnberg bestritten wurde. Das Waldamt Laurenzi war Grundherr sämtlicher Anwesen.
Von 1797 bis 1808 unterstand Gerasmühle dem Justiz- und Kammeramt Schwabach. 1806 kam der Ort an das Königreich Bayern. Im Rahmen des Gemeindeedikts wurde 1808 Gerasmühle dem Steuerdistrikt Reichelsdorf und der 1818 gebildeten Ruralgemeinde Reichelsdorf zugeordnet. Am 15. Juni 1922 wurde Gerasmühle im Zuge der Gebietsreform in Bayern nach Nürnberg eingemeindet.

### Baudenkmäler
In Gerasmühle gibt es neun Baudenkmäler:
- Bei der Gerasmühle 5, 7: Mühlengebäude
- Bei der Gerasmühle 6: Arbeiterhaus, Ökonomiegebäude und Scheune
- Bei der Gerasmühle 8, 10 und 12a: Arbeiterhäuser
- Bei der Gerasmühle 9: Mühlengebäude
- Bei der Gerasmühle 14: Ehemaliges Verwaltungsgebäude
- Bei der Gerasmühle 16: Gasthaus und Walmdachbau

ehemalige Baudenkmäler
- Bei der Gerasmühle 15: Dreigeschossiges Arbeiterwohnhaus aus Sandstein, drittes Viertel des 19. Jahrhunderts. Mit profilierten Fenstern. Große Dacherker. Treppenhausanbau in Fachwerk an der Giebelseite.[9]
- Bei der Gerasmühle 18: Zweigeschossiger Bau der ersten Hälfte des 19. Jahrhunderts, verputzt mit Walmdach.[9]
- Schalkhaußerstraße 29: Ehemals waldamtlicher Bauernhof. Eingeschossiges massives Wohnhaus, Ende des 18. Jahrhunderts, mit zweigeschossigem Giebel (erneuert). Scheune aus Sandstein mit Satteldach, 18./19. Jahrhundert.[9]
- Lohhofer Straße 4: Gasthaus. Zweigeschossiger Sandsteinbau der Mitte des 19. Jahrhunderts; mit zweigeschossigem Giebel. Im Erdgeschoss profilierte Rechteckfenster mit Fensterbänken. Im Obergeschoss Gurtgesims.[9]

### Einwohnerentwicklung
| Jahr      | 001818 | 001840 | 001861 | 001871 | 001885 | 001900 | 001910 |
| Einwohner | 79     | 146    | 221    | 179    | 158    | 125    | 114    |
| Häuser    | 6      | 7      |        |        | 13     | 6      |        |
| Quelle    | [ 11 ] | [ 12 ] | [ 13 ] | [ 14 ] | [ 15 ] | [ 16 ] | [ 17 ] |

## Religion
Gerasmühle ist seit der Reformation evangelisch-lutherisch geprägt und bis heute nach  St. Johannes Baptist (Eibach) gepfarrt. Die Katholiken gehören seit 1953 zur Pfarrei St. Walburga (Eibach).

## Kultur und Freizeit
Gerasmühle ist heute ein beliebter Ausflugsort. Er veranschaulicht fast wie ein Museumsdorf die für den Nürnberger Raum typische  Entwicklung vom Hammerwerk zur Industriesiedlung. Bei der Gründung des Mittelfränkischen Freilandmuseums in Bad Windsheim war Gerasmühle als alternativer Standort im Gespräch. Bis in die 1970er Jahre gab es einen großen Biergarten, "Sommerkeller" genannt, und das Gasthaus "Zur Gerasmühle" im ehemaligen Mühlengebäude zu finden.
Durch Gerasmühle führen die Fernwanderwege Fränkischer Jakobsweg, Deutschherrenweg und der Rundwanderweg Bethang um NürnBErg, FürTH und ErlANGen.